# La Orbada
La Orbada es un municipio y localidad española de la provincia de Salamanca, en la comunidad autónoma de Castilla y León. Se integra dentro de la comarca de La Armuña. Pertenece al partido judicial de Salamanca y a la Mancomunidad La Armuña.
Su término municipal está formado por las localidades de La Orbada, La Orbadilla y Villanueva de los Pavones, ocupa una superficie total de 30,58 km² y según los datos demográficos recogidos por el INE en el año 2017, cuenta con una población de 218 habitantes.

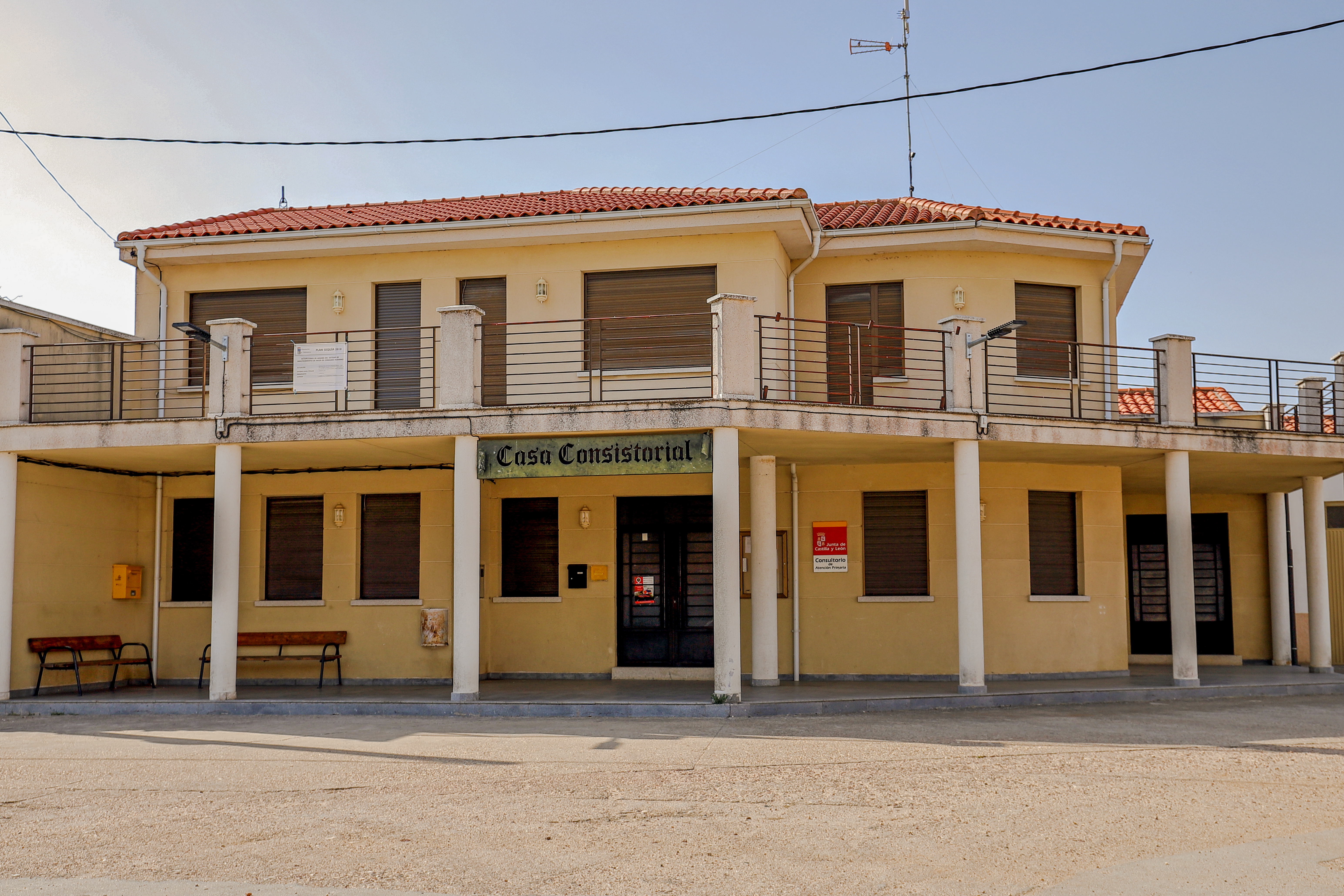
Casa consistorial.

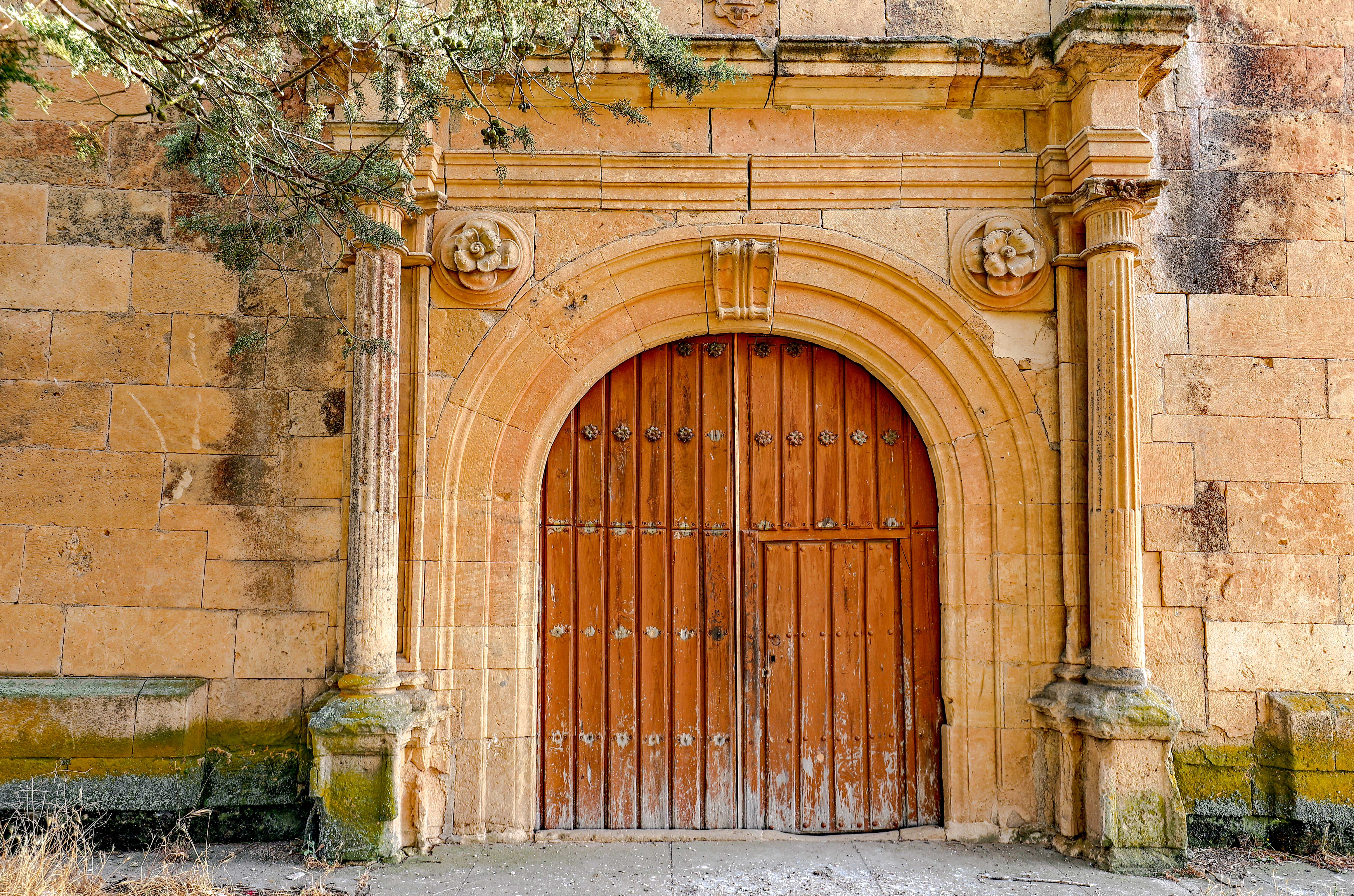
Cementerio.

## Geografía
Integrado en la comarca de La Armuña, se sitúa a 23 kilómetros de la capital salmantina. El término municipal está atravesado por la Autovía de Castilla A-62 entre los pK 214 y 218, además de por la carretera de Burgos a Portugal por Salamanca N-620, alternativa convencional a la anterior, y por una carretera local que la une a Espino de la Orbada. 
El relieve del municipio es predominantemente llano, atravesado por algunos arroyos. La altitud oscila entre los 860 metros al norte y los 800 metros a orillas del arroyo de Valmarín. El pueblo se alza a 819 metros sobre el nivel del mar. 
| Noroeste: Aldeanueva de Figueroa | Norte: Aldeanueva de Figueroa y Parada de Rubiales | Noreste: Parada de Rubiales y Espino de la Orbada   |
| Oeste: Pajares de la Laguna      |                                                    | Este: Espino de la Orbada y El Pedroso de la Armuña |
| Suroeste: Villaverde de Guareña  | Sur: Pitiegua                                      | Sureste: El Pedroso de la Armuña y Pitiegua         |

## Historia
Fundado por los reyes de León en la Edad Media, La Orbada quedó encuadrado en el cuarto de Armuña de la jurisdicción de Salamanca, dentro del Reino de León, denominándose entonces Lorvada. Con la creación de las actuales provincias en 1833, La Orbada quedó encuadrado en la provincia de Salamanca, dentro de la Región Leonesa.
La madrugada del 28 al 29 de julio de 1936, fue asesinado en el monte de esta localidad el primer alcalde democráticamente electo de la ciudad de Salamanca, Casto Prieto Carrasco. Su ejecución la llevaron a cabo extrajudicialmente soldados falangistas siguiendo órdenes de su superior de Valladolid en la cuneta izquierda del kilómetro 89,9 de la carretera general Valladolid-Salamanca (hoy llamada N-620). Junto a sus restos se encontraron los de José Andrés y Manso, diputado socialista en las Cortes.

## Geografía humana

### Demografía
Cuenta con una población de 182 habitantes (INE 2024).
| Gráfica de evolución demográfica de La Orbada entre 1842 y 2021 |
| |
| Población de derecho según los censos de población del INE Población de hecho según los censos de población del INEEntre el censo de 1857 y el anterior, crece el término del municipio porque incorpora a 375048 (Villanueva de Pavones) |

### Núcleos de población
El municipio se divide en tres núcleos de población, que poseían la siguiente población en 2019 según el INE.
| Núcleo de población       | Población |
| ------------------------- | --------- |
| La Orbada                 | 117       |
| Villanueva de los Pavones | 80        |
| La Orbadilla              | 2         |

## Administración y política
| Partido político                         | 2019  | 2019  | 2019       | 2015  | 2015  | 2015       | 2011  | 2011  | 2011       | 2007  | 2007  | 2007       | 2003  | 2003  | 2003       |
| Partido político                         | %     | Votos | Concejales | %     | Votos | Concejales | %     | Votos | Concejales | %     | Votos | Concejales | %     | Votos | Concejales |
| Partido Popular (PP)                     | 72,19 | 109   | 5          | 75,45 | 126   | 5          | 74,27 | 127   | 5          | 61,76 | 126   | 5          | 88,68 | 188   | 7          |
| Partido Socialista Obrero Español (PSOE) | 28,48 | 43    | 0          | 19,16 | 32    | 0          | 21,64 | 37    | 0          | 2,45  | 5     | 0          | 7,08  | 15    | 0          |
| Coalición SI por Salamanca (SI)          | —     | —     | —          | —     | —     | —          | 2,92  | 5     | 0          | —     | —     | —          | —     | —     | —          |
| Unión del Pueblo Salmantino (UPSa)       | —     | —     | —          | —     | —     | —          | —     | —     | —          | 34,31 | 70    | 2          | —     | —     | —          |